# Chico Bouchikhi
Jahloul "Chico" Bouchikhi (ur. 1954 w Arles) – francuski muzyk i współzałożyciel Gipsy Kings. Po rozstaniu się z zespołem, założył Chico & the Gypsies.

## Życiorys
Bouchikhi urodził się w Arles w rodzinie imigrantów. Jego ojciec pochodził z Maroka, matka z Algierii. Jest żonaty, ma córkę Jose Reyes. Jego brat Ahmed Bouchiki został pomyłkowo zastrzelony przez agentów Mosadu w norweskiej miejscowości Lillehammer w lipcu 1973 roku, w tak zwanej Sprawie z Lillehammer.
Uhonorowany tytułem Artysty UNESCO na rzecz Pokoju.
Pomimo zabójstwa brata przez Mosad, Bouchikhi ze swoim zespołem zagrał koncert w Izraelu.
Grał również w czasie negocjacji pokojowych między Szymonem Peresem i Jaserem Arafatem podczas negocjacji pokojowych w Oslo.

## Dyskografia

### W ramach Gipsy Kings
- 1982: Allegria
- 1983: Luna de Fuego
- 1988: Gipsy Kings
- 1989: Mosaïque

### W ramach Chico & the Gypsies
- 1992: Tengo Tengo
- 1996: Vagabundo
- 1998: Nomade
- 2003: Bamboleo
- 2004: Disque d'or
- 2005: Freedom
- 2008: Suerte
- 2011: Chantent Charles Aznavour
- 2012: Chico & The Gypsies... & Friends